# Le Monocle (série de films)
 Pour plus de détails, voir Fiche technique et Distribution
Le Monocle est une série de films français qui a débuté en 1961 en France, et s'est terminée en 1964.

## Filmographie
Cette série est composée de :
- Le Monocle noir réalisé par Georges Lautner, sorti en 1961.
- L'Œil du Monocle réalisé par Georges Lautner, sorti en 1962.
- Le Monocle rit jaune réalisé par Georges Lautner, sorti en 1964.

## Fiche technique
| Titre        | Le Monocle noir (1961)               | L'Œil du Monocle (1962)              | Le Monocle rit jaune (1964)          |
| ------------ | ------------------------------------ | ------------------------------------ | ------------------------------------ |
| Réalisateur  | Georges Lautner                      | Georges Lautner                      | Georges Lautner                      |
| Scénaristes  | Jacques Robert                       | Jacques Robert                       | Jacques Robert                       |
| Scénaristes  | Pierre Laroche                       | le Colonel Rémy                      | le Colonel Rémy                      |
| Scénaristes  |                                      | Albert Kantoff                       |                                      |
| Producteur   | Lucien Viard                         | Lucien Viard                         | Paul Joly                            |
| Dialogues    | Pierre Laroche                       | Pierre Laroche                       | Jacques Robert                       |
| Dialogues    |                                      | Georges Lautner                      |                                      |
| Dialogues    |                                      | Albert Kantoff                       |                                      |
| Musique      | Jean Yatove                          | Jean Yatove                          | Michel Magne                         |
| Son          | Antoine Archimbaud                   | Antoine Archimbaud                   | Louis Hochet                         |
| Photographie | Maurice Fellous                      | Maurice Fellous                      | Maurice Fellous                      |
| Montage      | Michelle David                       | Michelle David                       | Michelle David                       |
| Décors       | Robert Bouladoux                     | Robert Bouladoux                     | Robert Bouladoux                     |
| Sortie       | 30 août 1961                         | 14 novembre 1962                     | 16 septembre 1964                    |
| Durée        | 88 minutes                           | 105 minutes                          | 100 minutes                          |
| Entrées      | 1 624 217                            | 1 251 166                            | 1 345 696                            |
| Genre        | Comédie policière, Film d'espionnage | Comédie policière, Film d'espionnage | Comédie policière, Film d'espionnage |
| Distributeur | Pathé Distribution                   | Pathé Distribution                   | Pathé Distribution                   |

## Distribution
| Le commandant Théobald Dromard « Le Monocle »  | Paul Meurisse   | Paul Meurisse   | Paul Meurisse   |
| Martha « Erika Murger »                        | Elga Andersen   | Elga Andersen   |                 |
| Le commissaire Tournemire                      | Bernard Blier   |                 |                 |
| Le marquis de Villemaur                        | Pierre Blanchar |                 |                 |
| Heinrich Von March                             | Gérard Buhr     |                 |                 |
| Bénédicte de Villemaur                         | Marie Dubois    |                 |                 |
| Chauvet, guide du château                      | Jacques Dufilho |                 |                 |
| L'adjudant Trochu, homme de main du commandant | Jacques Marin   |                 |                 |
| Mérignac, le conservateur du château           | Albert Rémy     |                 |                 |
| Martigue                                       |                 | Maurice Biraud  |                 |
| Le commissaire Matlov                          |                 | Charles Millot  |                 |
| Bob Dugoinneau                                 |                 | Raymond Meunier |                 |
| Hektor Schlumpf                                |                 | Paul Mercey     |                 |
| Archiloque                                     |                 | Henri Cogan     |                 |
| Le sergent Poussin                             |                 | Robert Dalban   | Robert Dalban   |
| Elie Mayerfitsky                               |                 |                 | Marcel Dalio    |
| Frédéric                                       |                 |                 | Olivier Despax  |
| Le colonel                                     |                 |                 | Henri Nassiet   |
| Valérie                                        |                 |                 | Barbara Steele  |
| le major Sidney                                |                 |                 | Edward Meeks    |
| Madame Hui                                     |                 |                 | Renée Saint-Cyr |